# Pacé, Orne

Pacé este o comună în departamentul Orne, Franța. În 1 ianuarie 2022 avea o populație de 411 de locuitori.